# Ubatuba

Ubatuba este un oraș în São Paulo (SP), Brazilia.